# Turó de les Franqueses
El Turó de les Franqueses és una muntanya de 969 metres que es troba al municipi de les Llosses, a la comarca catalana del Ripollès.